# Mistrzostwa Afryki w Biegach Przełajowych 2012
2. Mistrzostwa Afryki w Biegach Przełajowych – zawody lekkoatletyczne w biegach przełajowych, które odbyły się 18 marca 2012 w Kapsztadzie.

## Rezultaty

### Mężczyźni
| Konkurencja:           | 1. miejsce             | Rezultat | 2. miejsce            | Rezultat | 3. miejsce        | Rezultat |
| Bieg seniorów na 12 km | Clement Kiprono Langat | 35:43    | Teklemariam Medhin    | 35:50    | Atsedu Tesfaye    | 36:14    |
| Bieg juniorów na 8 km  | Muktar Edris           | 23:30    | Japhet Kipyegon Korir | 23:31    | Justine Cheruiyot | 23:31    |

### Kobiety
| Konkurencja:          | 1. miejsce        | Rezultat | 2. miejsce               | Rezultat | 3. miejsce       | Rezultat |
| Bieg seniorek na 8 km | Joyce Chepkirui   | 27:04    | Margaret Wangari Muriuki | 27:05    | Emily Chebet     | 27:06    |
| Bieg juniorek na 6 km | Faith Chepngetich | 19:31    | Agnes Jebet Tirop        | 19:34    | Nancy Chepkwemoi | 19:37    |